# Khilchipur
Khilchipur är en ort i Indien.   Den ligger i distriktet Rājgarh och delstaten Madhya Pradesh, i den centrala delen av landet, 500 km söder om huvudstaden New Delhi. Khilchipur ligger 394 meter över havet och antalet invånare är 16 411.
Terrängen runt Khilchipur är platt. Runt Khilchipur är det ganska tätbefolkat, med 134 invånare per kvadratkilometer. Närmaste större samhälle är Rājgarh, 16,0 km öster om Khilchipur. Trakten runt Khilchipur består till största delen av jordbruksmark.